# Narviks flygplats, Framnes
Narviks flygplats, Framnes (norska: Narvik lufthavn, Framnes) var en flygplats i Narviks kommun i Norge, till sist utan reguljärflyg. Flygplatsen var Narviks andra flygplats och hanterade endast lokala flygningar. Den korta banan tillät bara mindre plan. Den större och numera enda flygplatsen i närheten är Harstad-Narviks flygplats, Evenes som har en längre bana och därför hanterar jetflygplan med längre räckvidd, bland annat Oslo. Framnes ligger mycket närmare Narvik än Evenes, på spetsen av Framneshalvön i västra utkanten av staden. Flygplatsen lades ned med sista flygning den 31 mars 2017 i samband med att en ny hängbro över Ofotfjorden byggs, Hålogalandsbron. Bron öppnades för december 2018, vilket minskade restiden till Evenes med 20 minuter.

## Tidigare destinationer

### Inrikes
De sista åren var enda destination Bodø, flugen av Widerøe. Det har tidigare förekommit andra lokala destinationer såsom Andenes och Tromsø.